# Quemú Quemú (departamento)

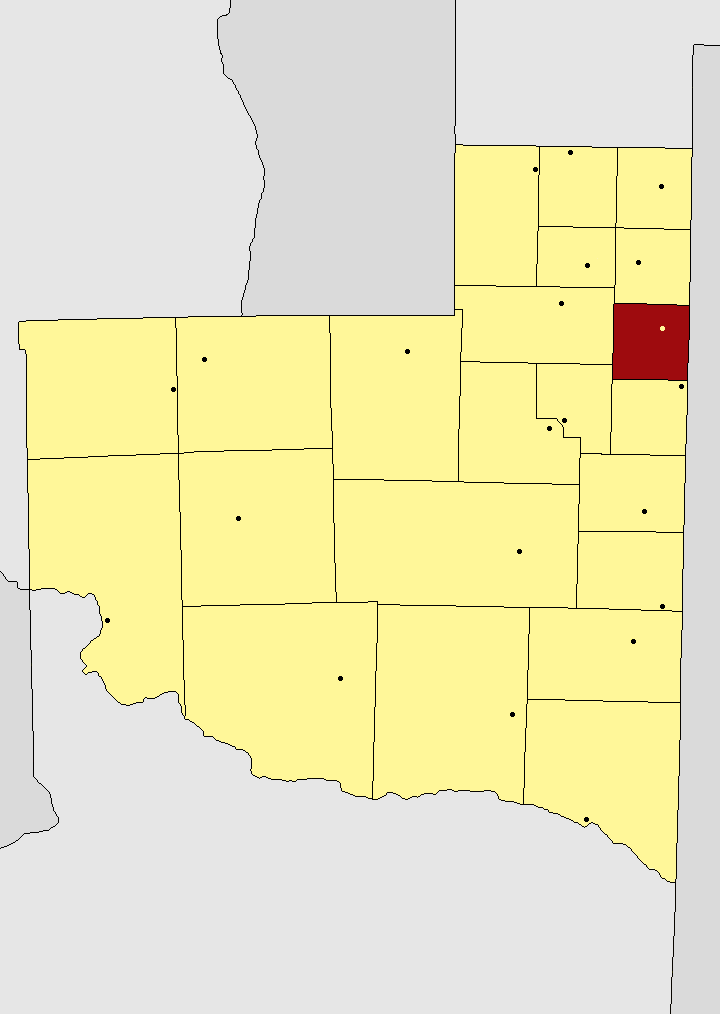
Quemú Quemú

Quemú Quemú é um departamento da Argentina, localizada na província de La Pampa.